# بالگردگاه ارتش صبره
بالگردگاه ارتش صبره (به انگلیسی: Sabre Army Heliport) یک فرودگاه نظامی است که یک باند فرود بتن دارد و طول باند آن ۱۳۵۷ متر است. این فرودگاه در کشور کانادا قرار دارد و در ارتفاع ۱۸۱ متری از سطح دریا واقع شده است.